# Шульман, Рэй
Рэймонд Шульман (8 декабря 1949 — 30 марта 2023) — британский музыкант-мультиинструменталист и музыкальный продюсер. Вместе со своими братьями Дереком и Филом он стал одним из основателей прогрессивной рок-группы Gentle Giant. Шульман также работал музыкальным продюсером в конце 1980-х и начале 1990-х годов для альтернативных рок-исполнителей, таких как The Sundays и The Sugarcubes.

## Биография
Рэй Шульман родился в Портсмуте в семье Луиса Шульмана и Ребекки Лофер. В 1966 году присоединился к группе своего брата Дерека Шульмана, Simon Dupree and the Big Sound, позже они превратились в Gentle Giant в 1970 году. Шульман был в Gentle Giant с самого начала в 1970 году до последнего тура в 1980 году.
Играя в основном на бас-гитаре, Шульман был довольно искусен и в других инструментах: скрипке, блокфлейте, трубе и гитаре. Шульман и клавишник Кери Минниар сочинили в соавторстве большую часть музыки для Gentle Giant.
Шульман умер в Лондоне 30 марта 2023 года в возрасте 73 лет. Сообщалось, что он страдал от продолжительной болезни. О его смерти было объявлено в социальных сетях Gentle Giant 1 апреля 2023 года.